# Lee Shau Kee

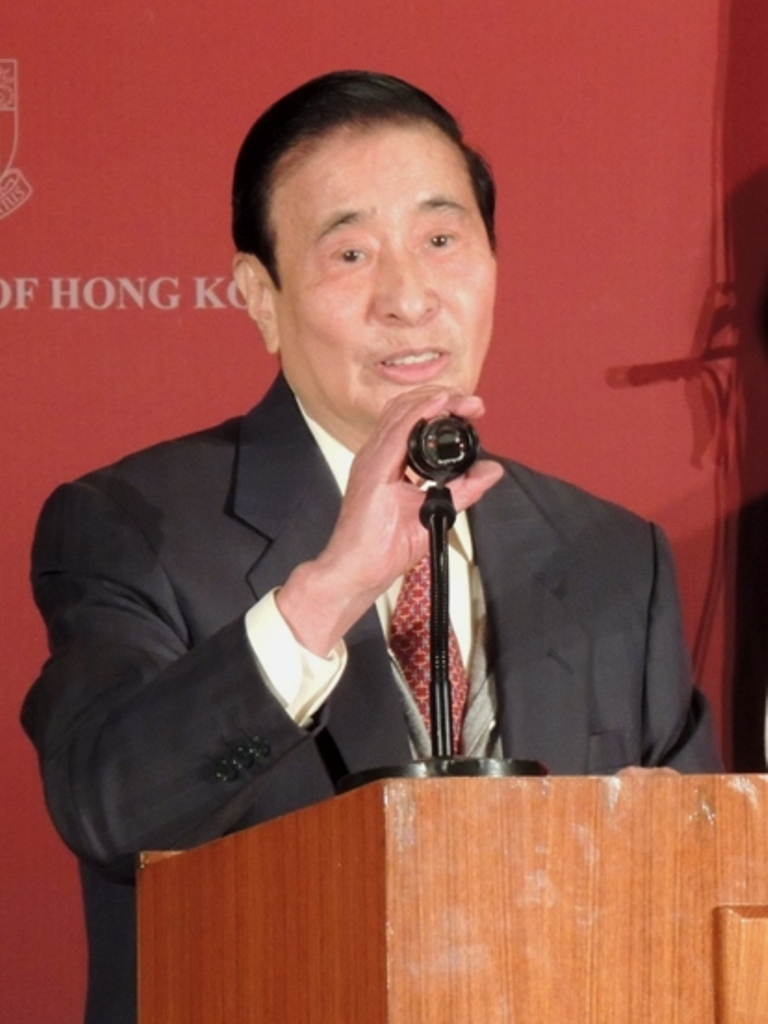
Lee Shau Kee, 2013

Lee Shau Kee (chinesisch 李兆基, Pinyin Lǐ Zhàojī, Jyutping Lei5 Siu6gei1, kantonesisch Lee Shau Kee; * 29. Januar 1928 in Shunde, Guangdong, Republik China; † 17. März 2025) war ein chinesischer Immobilienunternehmer in Hongkong. Er hat den an der Hongkonger Börse notierten und ihm mehrheitlich gehörenden Immobilienkonzern Henderson Land Development gegründet. Henderson Land ist über das Immobiliengeschäft hinaus in der Hotelbranche, als Internetdienstleister und mit der Firma Hong Kong and China Gas Company in der städtischen Gasversorgung aktiv.
Lee zählte nach der Liste des Forbes Magazins zu den reichsten Menschen der Welt. In der Weltrangliste belegte er, mit 32,6 Milliarden-US-Dollar, Platz 39. (Stand 2022) Nur Li Ka Shing ist in Hongkong noch vermögender.

## Aktuelle Mandate
- Gründer, Aufsichtsratsvorsitzender und geschäftsführendes Vorstandsmitglied von Henderson Land Development Company Limited
- Aufsichtsratsvorsitzender von Hong Kong and China Gas Company Limited
- Aufsichtsratsvorsitzender von Miramar Hotel
- Stellvertretender Aufsichtsratsvorsitzender und nicht geschäftsführendes Vorstandsmitglied von Sun Hung Kai Properties Limited
- Angehöriger der Geschäftsführung der Hong Kong Star Ferry Company Limited